# Melicope bracteata
Melicope bracteata är en vinruteväxtart som först beskrevs av Nad., och fick sitt nu gällande namn av Henry Welsh. Melicope bracteata ingår i släktet Melicope och familjen vinruteväxter. Inga underarter finns listade i Catalogue of Life.